# Casa al carrer Trullet, 1 (la Torre de l'Espanyol)
La Casa al carrer Trullet, 1 és una obra de la Torre de l'Espanyol (Ribera d'Ebre) inclosa a l'Inventari del Patrimoni Arquitectònic de Catalunya.

## Descripció
Situat al centre històric de la població, a l'inici del carrer del Trullet.
Edifici entre mitgeres de planta rectangular i dues crugies. Consta de planta baixa, pis i golfes i té la coberta a dues vessants amb el carener paral·lel a la façana. El portal és d'arc de mig punt adovellat i es troba descentrat en el frontis. Aquest incorpora un escut a la clau amb una creu sobre un monticle datat del "1576". Davant d'aquesta data també és visible el símbol del peix, i als costats dues petxines. El parament dels murs és fet de tàpia recoberta amb morter de calç. Es tracta del portal datat més antic que es conserva al municipi.